# New Albin
New Albin is een plaats (city) in de Amerikaanse staat Iowa, en valt bestuurlijk gezien onder Allamakee County.

## Demografie
Bij de volkstelling in 2000 werd het aantal inwoners vastgesteld op 527. In 2006 is het aantal inwoners door het United States Census Bureau geschat op eveneens 527.

## Geografie
Volgens het United States Census Bureau beslaat de plaats een oppervlakte van 0,6 km², geheel bestaande uit land. New Albin ligt op ongeveer 198 m boven zeeniveau.

## Plaatsen in de nabije omgeving
De onderstaande figuur toont nabijgelegen plaatsen in een straal van 20 km rond New Albin.